# Párnica (nádraží)
Párnica je železniční stanice ve stejnojmenné obci na trati Kraľovany–Trstená. Ve stanici se nacházejí tři dopravní koleje, u dvou kolejí jsou zřízena úrovňová sypaná nástupiště s délkou 50 m.
Stanice disponuje pokladnou s prodejem jízdenek a čekárnou.